# هیونگ‌وون
چه هیونگ وون (کره‌ای: 채형원؛ زادهٔ ۱۵ ژانویه ۱۹۹۴) که بیشتر با نام هیونگ‌وون (انگلیسی: Hyungwon) شناخته می‌شود، خواننده، رقصنده، بازیگر، مدل، دی‌جی، ترانه‌سرا و تهیه‌کننده اهل کره جنوبی است. در سال ۲۰۱۵، او به عنوان یکی از اعضای گروه پسرانهٔ کره‌ای مونستااکس فعالیت خود را آغاز کرد که از طریق برنامه واقع‌نمای شبکه ام‌نت به نام نو. مرسی زیر نظر استارشیپ انترتینمنت شکل گرفت. در سال ۲۰۱۷، او به عنوان دی‌جی تحت نام هنری دی‌جی اچ. وان (انگلیسی: DJ H.ONE) فعالیت خود را شروع کرد.

## اوایل زندگی و آغاز فعالیت
هیونگ‌وون زادهٔ ۱۵ ژانویه ۱۹۹۴ در گوانگجو، کره جنوبی است.
سال ۲۰۱۴، زمانیکه به عنوان یک کارآموز به کمپانی استارشیپ انترتینمنت پیوست، او به عنوان مدل برای چند فشن شوی مختلف همچون دابلیو هتل و سیسی فشن شو فعالیت می‌کرد.
اوایل دسامبر ۲۰۱۴، او در برنامه واقع‌نمای شبکه ام‌نت به نام نو. مرسی شرکت کرد و در نهایت عضو گروه جدید پسرانهٔ هیپ هاپ مونستااکس شد.

## ترانه‌شناسی

### تک‌آهنگ‌ها

#### به عنوان آرتیست اصلی
| عنوان                                                               | سال  | بالاترین موقعیت | فروش     | آلبوم |
| عنوان                                                               | سال  | KOR             | فروش     | آلبوم |
| ------------------------------------------------------------------- | ---- | --------------- | -------- | ----- |
| «میان‌ستاره‌ای» (به همراه جوهانی و آی ام با همکاری یلا دایموند)       | ۲۰۱۵ | —               | افشانشده | تجاوز |
| «—» بیانگر انتشاری است که در قلمروی آن جدول نبوده یا منتشر نشده‌است. |      |                 |          |       |

#### تک‌آهنگ‌های تبلیغاتی
| عنوان                                                                                           | سال  | بالاترین موقعیت جدول | فروش     | آلبوم             |
| عنوان                                                                                           | سال  | KOR                  | فروش     | آلبوم             |
| ----------------------------------------------------------------------------------------------- | ---- | -------------------- | -------- | ----------------- |
| «عشق باحال» (تهیه‌کننده: dress) (به همراه لی هونگ بین)                                           | ۲۰۱۹ | —                    | افشانشده | عشق تابستان: اجرا |
| «طعم تابستان» (به همراه رین، شونو، آی. ام، یوجونگ و یونا (بریو گرلز)، هونگجونگ و یونهو (ایتیز)) | ۲۰۲۱ | —                    | افشانشده | طعم کره           |
| «—» بیانگر انتشاری است که در قلمروی آن جدول نبوده یا منتشر نشده‌است.                             |      |                      |          |                   |

### ساندترک‌ها
| سال     | عنوان | آلبوم                           | آرتیست   | منابع  |
| ------- | ----- | ------------------------------- | -------- | ------ |
| «تصویر» | ۲۰۲۱  | «دوباره پرواز کن» اواس‌تی پارت ۱ | هیونگ‌وون | [ ۱۱ ] |

### ترانه‌های دیگر
| عنوان           | سال  | آلبوم                         | آرتیست                                    | منابع  |
| --------------- | ---- | ----------------------------- | ----------------------------------------- | ------ |
| «بام! بام!بام!» | ۲۰۱۷ | تک‌آهنگ بدون آلبوم             | دی‌جی اچ. وان و جاستین اوه با همکاری جوهون | [ ۱۲ ] |
| "1(One)"        | ۲۰۱۷ | میکس اند د سیتی اواس‌تی پارت ۲ | دی‌جی اچ. وان با همکاری جوهون و کریز       | [ ۱۳ ] |
| «فقط یکی دیگه»  | ۲۰۱۷ | میکس اند د سیتی اواس‌تی پارت ۴ | دی‌جی اچ. وان، جسی، هیومین، جیمین          | [ ۱۴ ] |
| «نام من»        | ۲۰۱۸ | تک‌آهنگ بدون آلبوم             | دی‌جی اچ. وان و جیمی کلش با همکاری تاک سیک | [ ۱۵ ] |

### موزیک ویدئو
| عنوان         | سال  | آرتیست                                                                          | کارگردان    | منابع  |
| ------------- | ---- | ------------------------------------------------------------------------------- | ----------- | ------ |
| «طعم تابستان» | ۲۰۲۱ | هیون‌وون، رین، شونک، آی. ام، یوجونگ و یونا (بریو گرلز)، هونگجونگ و یونهو (ایتیز) | چوی یونگ جی | [ ۱۶ ] |